# Глушков, Василий Фёдорович
Васи́лий Фёдорович Глушко́в (31 декабря 1882, Симбирск — 1966, Пермь) — российский и советский учёный-юрист, филолог, историк, профессор, один из основателей Пермского университета, последний декан юридического факультета (до его воссоздания) в Пермском университете (1919—1920). Эрудированный правовед, читавший лекции по римскому, гражданскому, государственному праву, блестящий специалист по латинскому языку, оставивший о себе память в Пермском университете, пединституте, мединституте.

## Биография
Родился в Симбирске в канун Нового года. Окончил Симбирское 6-е начальное народное училище (1894), затем 1-ю Симбирскую мужскую классическую гимназию с серебряной медалью (1902). В 1908 году окончил Казанский университет и был оставлен для преподавания и научной деятельности на кафедре римского гражданского права.
В 1912 году успешно выдержал испытания на степень магистра и по ходатайству факультета был направлен в заграничную командировку в Париж и Берлин для написания работы, необходимой для получения ученой степени. По возвращении из-за границы с 1914 по 1916 год работал в Казанском университете в звании приват-доцента.
По распоряжению Министерства народного просвещения от 14 октября 1916 года направлен в Пермский университет, став одним из его основателей, войдя в первый «десант» молодых, разнообразно эрудированных специалистов из крупнейших российских вузов, заложивших организационный и научный фундамент первого на Урале высшего учебного заведения.
14 августа 1917 года утверждён в должности экстраординарного профессора Пермского университета по кафедре римского права и возглавил её.
В 1917 году в университете было создано общество философских, исторических и социальных наук (ОФИС); В. Ф. Глушков являлся одним из его активных членов.
С 15 марта 1919 года — последний декан юридического факультета, одного из трёх первых классических факультетов Пермского университета (в 1919—1920 юрфак был слит с факультетом общественных наук, а в 1922 при возникновении педфака был ликвидирован, вплоть до воссоздания в 1948).
С 9 декабря 1922 года — профессор кафедры истории педагогического факультета, читал лекции по государственному устройству и законодательству СССР.
В 1924—1925 годах исполнял обязанности профессора государственного права. В 1924 году был назначен председателем бюро предметной комиссии общественно-экономического отделения педагогического факультета (то есть, по сути, возглавил всё общественно-экономическое направление крупнейшего из факультетов Пермского университета).
В Пермском университете работал до 1 сентября 1929 года. Работал[уточнить] (в том числе по совместительству) в различных государственных учреждениях (губисполкоме, горсовете, стройтресте) в качестве заведующего юридическим бюро, консультанта, был заместителем председателя юридического общества при Пермском губсуде, преподавал на областных
юридических курсах для работников суда и прокуратуры и в Рабочем университете. После ухода из университета в 1929 г. (был отчислен в связи с упразднением курса «Государственное устройство СССР») около трех лет работал юрисконсультом.
С 15 ноября 1932 по 1 мая 1933 года был штатным профессором на кафедре истории народов СССР Пермского педагогического института. Затем с 1 сентября 1932 до 1 февраля 1937 года — преподаватель латинского и немецкого языков в Пермском медицинском институте, с 1 февраля 1937 по 1 июля 1938 года — преподаватель немецкого языка в Государственном фармакологическом институте, с 1 июля 1938 до 1 октября 1944 года — старший преподаватель латинского языка в Пермском (Молотовском) медицинском институте.
В 1940—1950-х годах вновь работал в Молотовском (Пермском) университете: читал курс античной истории и преподавал латинский язык. Был профессором кафедр всеобщей истории и языкознания.
Был женат (с 3 февраля 1906 года) на Валентине Николаевне Степановой (род. 1885), от брака с которой имел дочерей Наталию (род. 12 марта 1912) и Людмилу.

## Научная и учебная работа
Сфера научных интересов В. Ф. Глушкова — римское гражданское и частно-хозяйственное право. Была подготовлена монография «Государственное право», оставшаяся неопубликованной.
В. Ф. Глушков — один из очень немногих (наряду с Н. П. Обнорским) представителей «плеяды командированных профессоров», кто остался в Перми и всю свою жизнь посвятил преподавательской деятельности в городе.
Будучи разносторонне эрудированным, в период ликвидации юридического факультета блестяще вёл занятия по латинскому языку и античной истории. Это произвело глубокое впечатление на его ученика П. Ю. Рахшмира, в будущем — известного российского историка:

В. Ф. Глушков, подобно булгаковскому профессору Преображенскому, не желавший мириться с диктатурой шариковых и швондеров, заронил в молодом, впечатлительном и вдумчивом студенте семена иронии, сомнений, желания «идти не в ногу», интерес к истории верхов, к сущности власти и властных отношений. Занятия латинского языка, проводимые В. Ф. Глушковым, отличались широтой и великолепием исторического контекста. Такой размах позднее будет присущ и работам Павла Юхимовича Рахшмира. В его памяти прочно осело представление о том, как много значат в объяснении и понимании истории немногословная острота суждений и безупречная логика формулировок.

Моим на всю жизнь учителем оказался очень интересный человек.. Василий Фёдорович Глушков, один из отцов-основателей университета. Он юрист, профессор по римскому праву, царскому праву, специалист высочайшего класса. Кончал ту же гимназию, что и Ленин. При советской власти проделал путь от профессора юриспруденции до старшего преподавателя кафедры немецкого, французского, латинского языков. Он знал семь языков. И мы с ним вот как-то подружились… до самой его смерти дружили. Он иногда разражался фонтанными лекциями по поводу латинского выражения или слова
.

## Разное
- Знание семи иностранных языков, широкая образованность русского интеллигента позволяли В. Ф. Глушкову вести разнообразные курсы по древней истории, юриспруденции, а также преподавать латинский язык.
- П. Ю. Рахшмир и другие студенты, слушавшие его лекции, утверждают, что он вполне мог быть прототипом профессора Преображенского из повести «Собачье сердце» М. А. Булгакова, настолько он был нетерпим к шариковым и швондерам[9].
- В. Ф. Глушков — отец известного пермского врача Натальи Васильевны Глушковой, более сорока лет проработавшей заместителем главного врача по лечебной части городской детской инфекционной больницы № 10[10].